# Dendrocolaptes picumnus
A Dendrocolaptes picumnus a madarak osztályának verébalakúak (Passeriformes) rendjébe, valamint a fazekasmadár-félék (Furnariidae) családjába és a fahágóformák (Dendrocolaptinae) alcsaládjába tartozó faj.

## Rendszerezése
A fajt Martin Hinrich Carl Lichtenstein német zoológus írta le 1820-ban.

## Alfajai
- Dendrocolaptes picumnus casaresi Steullet & Deautier, 1950
- Dendrocolaptes picumnus costaricensis Ridgway, 1909
- Dendrocolaptes picumnus multistrigatus Eyton, 1851
- Dendrocolaptes picumnus olivaceus Zimmer, 1934
- Dendrocolaptes picumnus pallescens Pelzeln, 1868
- Dendrocolaptes picumnus picumnus Lichtenstein, 1820
- Dendrocolaptes picumnus puncticollis P. L. Sclater & Salvin, 1868
- Dendrocolaptes picumnus seilerni Hartert & Goodson, 1917
- Dendrocolaptes picumnus transfasciatus Todd, 1925
- Dendrocolaptespicumnus validus Tschudi, 1844[2]

## Előfordulása
Mexikó, Costa Rica, Guatemala, Honduras, Panama, Argentína, Bolívia, Brazília, Ecuador, Francia Guyana, Guyana, Kolumbia, Paraguay, Peru, Suriname és Venezuela területén honos. 
Természetes élőhelyei a szubtrópusi és trópusi  síkvidéki és hegyi esőerdők, lombhullató erdők, valamint másodlagos erdők, ültetvények és vidéki kertek. Állandó, nem vonuló faj.

## Megjelenése
Testhossza 31 centiméter, testtömege 67–98 gramm.
|  |

## Életmódja
Többnyire ízeltlábúakkal táplálkozik, de kisebb gerinceseket is fogyaszt.

## Természetvédelmi helyzete
Elterjedési területe rendkívül nagy, egyedszáma ugyan csökken, de még nem éri el a kritikus szintet. A Természetvédelmi Világszövetség Vörös listáján nem fenyegetett fajként szerepel.